# Родословное древо королей и императоров династии Габсбургов
Родословное древо королей и императоров династии Габсбургов (нем. Stammbaum mit den Königen und Kaisern des Hauses Habsburg) — родословное древо королей и императоров династии Габсбургов, созданное в 1725-30 гг. в Вене; автор инталии Кристоф Дорш из Нюрнберга. Хранится в Императорской сокровищнице (филиале Музея истории искусств) в Вене.
С ветвей ромбовидной кроны свисают 16 различных медальонов (инталии из халцедона) с портретами королей и императоров в хронологической последовательности: Рудольф I (1218/1273—1291), Альбрехт I, Альбрехт II, Фридрих III, Фридрих IV (сегодня известный как Фридрих III), Максимилиан I, Карл V, Фердинанд I, Максимилиан II, Рудольф II, Матвей, Фердинанд II, Фердинанд III, Леопольд I, Иосиф I и Карл VI (1685/1711—1740).